# Czichaczowskoje
Czichaczowskoje (ros. Чихачёвское) – jednostka administracyjna (osiedle wiejskie) wchodząca w skład rejonu bieżanickiego w оbwodzie pskowskim w Rosji.
Centrum administracyjnym osiedla jest wieś (ros. село, trb. sieło) Aszewo.

## Geografia
Powierzchnia osiedla wynosi 228,1 km².

## Historia
11 kwietnia 2015 r. na mocy ustawy z 20 marca 2015 r. powstało obecne Czichaczowskoje. W granicach osiedla wiejskiego znalazły się istniejące w latach 2010–2015 osiedla: Aszewskoje, wołost Dobrywiczskaja i wołost Czichaczowskaja.

## Demografia
W 2020 roku osiedle wiejskie zamieszkiwało 2144 mieszkańców.

## Miejscowości
W skład jednostki administracyjnej wchodzi 180 miejscowości, w tym 2 sieła (Aszewo, Czichaczowo), 1 chutor (Zimin) i 177 wsi (ros. деревня, trb. dieriewnia) (Agierowo, Aleksino, Amszanka, Astiszczi, Awiniszczi, Babarygino, Babino, Batowo, Bielkowo, Bierieżok, Bolszaja Gorka, Bolszije Razłogi, Bolszije Stariki, Bolszoj Kamieszek, Bolszoje Iwanowo, Borowiczi, Borowiczi, Borygino, Boskino, Bujani, Bułynino, Chabni, Czeriemsza, Czertienowo, Dobrywiczi, Driemleno, Drowszo, Drusino, Dubje, Dubki, Dubowaja, Dubrowki, Dudino, Dułowo, Duszylicha, Fiedorcewo, Fiedorygino, Filewka, Fomiczino, Gomalino, Gorbaczowo, Gorienje, Gorłowo, Gorodiszcze, Gorodok, Grabowo, Grani, Gribanowo, Griwy, Guszczino, Iłłarionowskoje, Isakowo, Jeriemino, Kadoczno, Kamienka, Kanino, Karawaj, Kiriłłowo, Klimowo, Klukino, Kniażaja, Komarnikowo, Kopienkino, Koskiniczi, Kostkowo 1, Kostkowo 2, Kostołom, Kotowo, Krasnaja Sopka, Kuzniecowo, Lewaszowo, Łaszkowo, Łobowino, Łoknica, Łomy, Łozowicy, Łukowiec, Łukowiszczi, Majutino, Malinowka, Małaja Gorka, Małoje Iwanowo, Małyj Gorodiec, Małyje Razłogi, Małyje Stariki, Maryni, Minino, Miroszkino, Monastyriewo, Mostki, Nachodkino, Narotowo, Nikolskoje, Nikulino, Niuszyno, Nizok, Nowo-Małyj Gorodiec, Nowoje, Nowoje Zamoszje, Nowosielskije Bieriezki, Okład, Orłowo, Orsino, Osow, Otriez, Oziercy, Pachomowo, Paliczino, Pałkino, Panowo, Pientieszkino, Pieszkino, Piezowo, Plossy, Płotki, Płotowiec, Podlesje, Podwigałowo, Połowikowo, Połozowo, Popkowo, Prigon, Prodołżje, Pskowki, Pustoszka, Rajskaja, Rakowo, Riabkino, Rieczki, Rieszetnikowo, Samulicha, Sawkino, Sieliwanowo, Simanicha, Smolino, Smorodowka, Sokołowo, Soroczinowo, Spiridonkowo, Starcewo, Stiega-1, Stiega-2, Stiepienino, Strielicy, Sumarokowo, Syrkowo, Sysojewo, Szabanowo, Szyłowo, Tichwino, Tietierki, Torcziłowo, Ubliska, Uda, Udaczino, Wałtuchowo, Waniukowo, Wielejno, Wieriendal, Wierietje, Wydrino, Wysiełok Stiega, Zabołotje, Zabołotje, Zabor, Zaborje, Zaborowje, Zachanje, Zachod, Zagorje, Zastriemienje, Zażygino, Żelezinka, Żelezno, Żełnino, Żuczkowo, Żylino).